# Niels Ewerbeck
Niels Ewerbeck (* 17. Mai 1962 in Köln; † 2. Oktober 2012 in Frankfurt am Main) war ein deutscher Theaterintendant.

## Biografie

### Ausbildung
Ewerbeck wurde als jüngstes von fünf Kindern des Kinderarztes Hans Ewerbeck und seiner Ehefrau Karen (geb. Bleicken) geboren. Er verbrachte die Schulzeit in Köln und Le Chambon-sur-Lignon, die er 1981 mit einem bilingualen Abitur (deutsch-französisch) in Köln abschloss. Daneben erhielt er von 1979 bis 1981 an der Rheinischen Musikschule in Köln eine Fachausbildung mit Schwerpunkt Flöte, die ihn zu einem 2. Preis im Querflötespiel beim Bundeswettbewerb Jugend musiziert 1981 in Hamburg führte.
Ab 1985 studierte er Kunstwissenschaft (Hauptfach), Romanistik und Klassische Archäologie an den Universitäten von Köln, Siena und Wien. Daneben machte Ewerbeck von 1985 bis 1989 im Kölner Kunstauktionshaus van Ham eine kaufmännische Kunsthandelslehre. Von 1987 bis 1989 absolvierte er ein Postgraduierten-Studium Kulturelles Management an der Hochschule für Musik und Darstellende Kunst in Wien, das er 1990 mit dem Magister Artium an der Universität Köln abschloss.

### Wirken
Von 1988 bis 1991 assistierte Ewerbeck bei der Organisation, Produktion und Konzeption von Ausstellungen unter anderem für das Museum Moderner Kunst (MUMOK) und die Wiener Festwochen. 1991 machte er sich in Wien als Kunsthändler mit der „Galerie Niels Ewerbeck“ selbständig und zeigte unter anderen eine vielbeachtete Ausstellung von Via Lewandowsky „… und baute eine Stadt aus Pilzen“. Im November 1993 veranstaltete er ein Expertengespräch zum Thema „Die Zukunft der Avantegarde-Galerie“ (Ansätze zur Funktionsbestimmung und Neudefinierung einer alternden Institution).  Im gleichen Jahr schloss er seine Galerie aus wirtschaftlichen Gründen.  In Interviews betonte er, dass sein Interesse zu dieser Zeit sich mehr und mehr der performativen Kunst zuwandte.
1994 wechselte Ewerbeck nach Berlin, wo er an der Schaubühne am Lehniner Platz tätig war. Unter anderem wirkte er als Regieassistent bei Felix Praders Inszenierung von Yasmina Rezas Erfolgsstück „Kunst“ mit. 1996 übernahm er die Leitung der Presse- und Öffentlichkeitsarbeit für die Veranstaltung Theater der Welt in Dresden. Die folgenden Jahre arbeitete Ewerbeck bei Nele Hertling am Berliner Hebbel-Theater, unter anderem in der Öffentlichkeitsarbeit und in der Dramaturgie. Bei Jochen Gerz’ spektakulärer Inszenierung „Berliner Ermittlung“ fungierte er als Produktionsleiter.
1999 übergab Ernest Martin die Leitung des Jungen Theaters in der Altstadt an Ewerbeck. Im selben Jahr war er auch Gründungsdirektor des Forums Freies Theater (FFT) in Düsseldorf, das neu aus den Kammerspielen Düsseldorf und dem Jungen Theater in der Altstadt ohne eigenes Ensemble gebildet wurde. Er zeigte modernes Theater, Musicals, Kleinkunst und Kabarett und entwickelte das FFT zu einem regionalen Zentrum für die freie Theaterszene, in dem sich auch interdisziplinäre Projekte etablieren konnten.
Von 2004 bis Ende 2011 war Ewerbeck Intendant des Theaterhauses Gessnerallee in Zürich. Hier zeigte er in jährlich circa 350 Vorstellungen (Ko-)Produktionen von freien Tanz-, Musik- und Theatergruppen und Einzelkünstlern, zum Teil mit Schwerpunktthemen. 2007/08 war in der Gessnerallee mit I imagine … Das Imaginäre als Provokation eine Projektreihe in Zusammenarbeit mit dem Siemens Arts Program und dem Institut für Theorie (ith) an der Zürcher Hochschule der Künste zu sehen. Als Hochschuldozent (Masterdozent im Fachbereich Theater) war er an der Hochschule der Künste Bern aktiv.
Zum Jahresbeginn 2012 übernahm er, in der Nachfolge von Dieter Buroch, die Intendanz des Künstlerhauses Mousonturm in Frankfurt am Main. Ewerbeck schloss das Haus acht Monate, um den aus den 1980er Jahren stammenden Theatersaal grundlegend umzubauen und dabei den Bühnenraum zu verbreitern. Ein von ihm aufwändig inszeniertes, dreitägiges Festival LÜFTEN im Juni 2012 in und um die Jahrhunderthalle, das als neues Format Musik, modernes Tanztheater und künstlerische Interventionen verbinden sollte, war künstlerisch hochwertig, hatte jedoch wenig Besucher und hinterließ ein erhebliches Defizit. Am 6. September 2012 fand mit der Aufführung des Stücks Before Your Very Eyes von Gob Squad die Wiedereröffnung des Hauses nach der Umbauphase statt.
Ewerbeck wurde am 2. Oktober 2012 in seiner Wohnung tot aufgefunden. Es ist von Suizid auszugehen.

## Publikationen
- Daniel Spoerri in Wien. Museum Moderner Kunst. Wien 1990.
- Von der Natur in der Kunst. Peter Weiermair (Hrsg.). Wiener Festwochen. Wien 1990, ISBN 3-901027-01-7.
- Zeichen im Fluss. Wolfgang Drechsler (Hrsg.). Museum Moderner Kunst, Museum des Zwanzigsten Jahrhunderts. Wien 1990, ISBN 3-900776-06-7.
- Die Zukunft der Avantgarde-Galerie. Triton. Wien 1994, ISBN 3-901310-11-8.

## Audio on Demand
- Am Tisch mit Niels Ewerbeck, Mousontürmer. Hessischer Rundfunk, hr2 Doppelkopf, 3. September 2012. 43:18 Min.
- Niels Ewerbeck. Hessischer Rundfunk, hr2-kultur Kulturpresseschau, 4. Oktober 2012. 6:27 Min.